# Alan Silva
Alan Silva (* 22. ledna 1939 Bermudy) je americký freejazzový kontrabasista a hráč na klávesové nástroje. Narodil se na Bermudách, ale ve svých pěti letech se svou matkou emigroval do USA, kde později získal i státní občanství. Původně se učil na trubku, ale později přešel ke kontrabasu. Koncem šedesátých let začal spolupracovat s Albertem Aylerem a vydal několik alb pod svým jménem. Spolupracoval s mnoha dalšími hudebníky, mezi něž patří Pharoah Sanders, Archie Shepp, Cecil Taylor, Ľubomír Tamaškovič, Dave Burrell nebo Sun Ra.